# Клифтън (Айдахо)
Клифтън (на английски: Clifton) е град в окръг Франклин, щата Айдахо, САЩ. Клифтън е с население от 213 жители (2000) и обща площ от 5,8 km². Намира се на 1479 m надморска височина. ЗИП кодът му е 83228, а телефонният му код е 208.

## Известни личности
Родени в Клифтън
- Тара Уестовър (р. 1986), писателка